# 谭大经
谭大经（?—?），字敷五，广东新会县人，清朝政治人物。

## 生平
谭大经为乾隆四十年（1775年）乙未科进士。乾隆五十七年，擔任松江府川沙清軍同知。曾于1791年接替徐芳瑞任奉贤县知县一职，1791年由许堃接任。嘉靖间，历官浙江临安县知县。